# Степняк (село)
Степня́к (каз. Степняк) — село у складі Амангельдинського району Костанайської області Казахстану. Входить до складу Уштогайського сільського округу.
Населення — 121 особа (2021; 272 у 2009, 393 у 1999, 700 у 1989).